# Cầu Adolphe
Cầu Adolphe (tiếng tiếng Luxembourg: Adolphe-Bréck, tiếng Pháp: Pont Adolphe, tiếng Đức: Adolphe-Brücke) là một cây cầu vòm hai tầng ở thành phố Luxembourg, miền nam Luxembourg. Cây cầu cung cấp một tuyến đường một chiều cho giao thông đường bộ qua Pétrusse, từ Boulevard Royal, ở Ville Haute, đến Avenue de la Liberté, ở Gare. Tầng trên của nó có chiều dài 153 m và có hai làn đường giao thông và hai lối đi dành cho người đi bộ. Tầng dưới của nó, được mở vào năm 2018, được treo bên dưới tầng trên, có chiều dài 154 m và một con đường hai chiều dành cho xe đạp và người đi bộ. Sau khi hoàn thành giai đoạn thứ ba của việc xây dựng Tuyến xe điện Thành phố 1, dự kiến vào năm 2020, cây cầu sẽ có lưu lượng xe điện hai chiều trên tầng trên của nó.
Cầu Adolphe đã trở thành một biểu tượng quốc gia không chính thức, đại diện cho nền độc lập của Luxembourg, và đã trở thành một trong những điểm thu hút khách du lịch chính của Thành phố Luxembourg. Cây cầu được thiết kế bởi Paul Séjourné, một người Pháp và Albert Rodange, một người Luxembourg, và được xây dựng từ năm 1900 đến 1903. Thiết kế của nó đã được sao chép trong quá trình xây dựng cầu Walnut Lane ở Philadelphia, Hoa Kỳ.
Cây cầu được đặt theo tên của Đại công tước Adolphe, người trị vì Luxembourg từ năm 1890 cho đến năm 1905, và là vị vua đầu tiên giữ danh hiệu không liên kết cá nhân với người khác. Mặc dù bây giờ đã hơn 100 tuổi, nhưng nó còn được gọi là Cầu Mới (tiếng Luxembourg: Nei Bréck, tiếng Pháp: Nouveau pont, tiếng Đức: Neue Brücke) bởi những người từ thành phố Luxembourg. "Cây cầu cũ" trong so sánh này là Passerelle, được xây dựng từ năm 1859 đến năm 1861.

## Lịch sử

### Bắt đầu
Với việc phá hủy công sự nổi tiếng của thành phố, theo Hiệp ước Luân Đôn năm 1867 và sự suy giảm tầm quan trọng chiến lược của nó, Thành phố Luxembourg đã trở lại sự bình thường mà các thành phố khác yêu thích. Khu vực xây dựng của thành phố trải dài về phía nam từ Haute Ville, qua Pétrusse, nơi đã đặt ga xe lửa của thành phố Luxembourg. Tuy nhiên, liên kết duy nhất hiện có đến bờ phía nam của Pétrusse là cầu cạn cũ, rộng (rộng 5,50 m) quá hẹp để có thể chứa tất cả lưu lượng giao thông dự kiến giữa hai nửa thành phố.
Năm 1896, chính phủ đã thuê Albert Rodange để lên kế hoạch cho một cây cầu mới. Rodange xác định vị trí của cây cầu trong tương lai, kết nối với trục chính của Boulevard Royal và lên kế hoạch ban đầu cho một cầu cạn bằng đá lớn. Tuy nhiên, do Rodange thiếu kinh nghiệm trong việc xây dựng cây cầu, chính phủ đã mời một người nước ngoài có chuyên môn cụ thể trong lĩnh vực này để giúp thiết kế cây cầu. Paul Séjourné, một người Pháp có nhiều năm kinh nghiệm thiết kế cầu cạn tương tự ở miền Nam nước Pháp, đã được chọn.

### Thiết kế
Mặc dù Séjourné đồng tình với trang web và thiết kế cơ bản của Rodange, ông đã thực hiện nhiều thay đổi lớn. Thay vì một số vòm có kích thước trung bình, Séjourné đã tìm cách xây dựng cây cầu xung quanh một vòm lớn ở giữa, hai bên là các vòm nhỏ hơn. Kế hoạch, đã được thông qua, bao gồm:
- Hai vòm song song 84,65 m ở trung tâm, vượt qua tám vòm nhỏ hơn 5,40 m mỗi vòm.
- Hai vòm 21,60 m ở sườn vòm trung tâm.
- Hai vòm hơn 6,00 m bên ngoài các vòm cỡ trung bình.[3]

Tổng cộng, cây cầu sẽ có chiều dài 153 m. Các kế hoạch đã táo bạo cho ngày và tuổi đó; ở 84,65 m, nhịp trung tâm là vòm đá lớn nhất tồn tại. Con đường được xây dựng bằng bê tông cốt thép, một vật liệu chỉ mới được sử dụng gần đây, trọng lượng của nó được mang trên các cột của các vòm nhỏ hơn, do đó tiết kiệm được sự đổ đầy nặng được sử dụng trong một cây cầu vòm thông thường. Các vòm và cột được xây dựng từ sa thạch, được khai thác tại địa phương tại Ernzen, Dillingen, Gilsdorf và Verlorenkost. Thiết kế này sau đó đã được Séjourné sao chép trong một cây cầu bắc qua sông Garonne tại Toulon và được sao chép bằng bê tông cho cầu Walnut Lane ở Philadelphia.

### Xây dựng

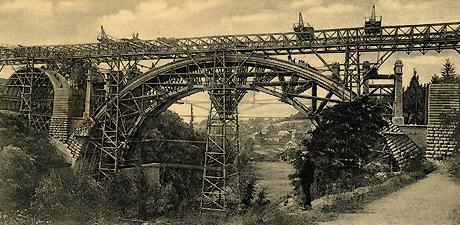
Charles Bernhoeft: Pont Adolphe đang được xây dựng (1901)

Đá móng của cây cầu được đặt vào ngày 14 tháng 7 năm 1900 và nó được khánh thành chỉ hơn ba năm sau đó, vào ngày 24 tháng 7 năm 1903. Ban đầu, cây cầu chở cả giao thông đường bộ và đường sắt; hai đường ray xe lửa/xe điện trên cây cầu hình thành một phần của tuyến đường sắt từ thành phố Luxembourg đến Echternach, được khai trương vào ngày 20 tháng 4 năm 1904.

### Đổi mới (1903-2003)
Trong thế kỷ hoạt động từ năm 1903 đến 2003, cây cầu phải đối mặt với bốn thời kỳ cải tạo. Những thay đổi nhỏ đã được thực hiện vào năm 1961 và 1976, bao gồm việc loại bỏ các tuyến đường sắt sau khi kết thúc thế hệ xe điện đầu tiên ở Luxembourg. Năm 1990, chính phủ Luxembourg đã mở một cuộc điều tra về tình trạng của cây cầu và thấy rằng nó có dấu hiệu thiệt hại lớn, đối với cả bia đá và thép. Từ tháng 9 năm 2003 đến tháng 8 năm 2004, các vòm trung tâm đã được củng cố bằng việc bổ sung thêm 258 thanh thép dự ứng lực, với tổng lực 25.600 tấn (251 MN).